# Comte de Huntly
Comte de Huntly est un titre de la pairie d'Écosse créé vers 1445 pour Alexander Gordon (1er comte de Huntly) (en), qui prit plus tard le patronyme de Gordon.

## Histoire du titre
Alexander Seton (plus tard Gordon) est probablement créé comte de Huntly en juin 1445. Il échange son patronyme pour celui de Gordon vers 1457.
En 1562, George Gordon, 4e comte de Huntly se rebelle contre la reine Élisabeth Ire d'Angleterre. Sa rébellion échoue, et il est tué à la bataille de Corrichie (1562). En 1563, le parlement écossais vote un bill d'attainder, ce qui prive sa famille et ses descendants de tous ses titres.
George, le plus âgé de ses fils survivants, est condamné à mort pour trahison en 1563, mais la reine préfère le garder emprisonné pour des raisons politiques. Il est libéré en 1565, pardonné, et la possession des titres familiaux lui est restaurée. En mars 1566, il est fait Lord Chancelier d'Écosse, fonction qu'il occupe jusqu'en novembre 1567.

## Liste des comtes
- v. 1445-1470 : Alexander Gordon (en) († 1470) ;
- 1470-1501 : George Gordon (1440/41-1501) ;
- 1501-1524 : Alexander Gordon († 1524) ;
- 1524-1562 : George Gordon (1513-1562), titre confisqué en 1563 ;
- 1565-1576 : George Gordon (en) († 1576), titre restauré en 1565 ;
- 1576-1636 : George Gordon (en) (1562-1636), créé marquis de Huntly (en) en 1599.

Par la suite, le titre de comte de Huntly devient un titre subsidiaire à celui de marquis de Huntly.